# Agrostemma githago
Agrostemma githago, la neguilla, es una especie de la familia de las cariofiláceas que crece habitualmente en los campos de trigo.

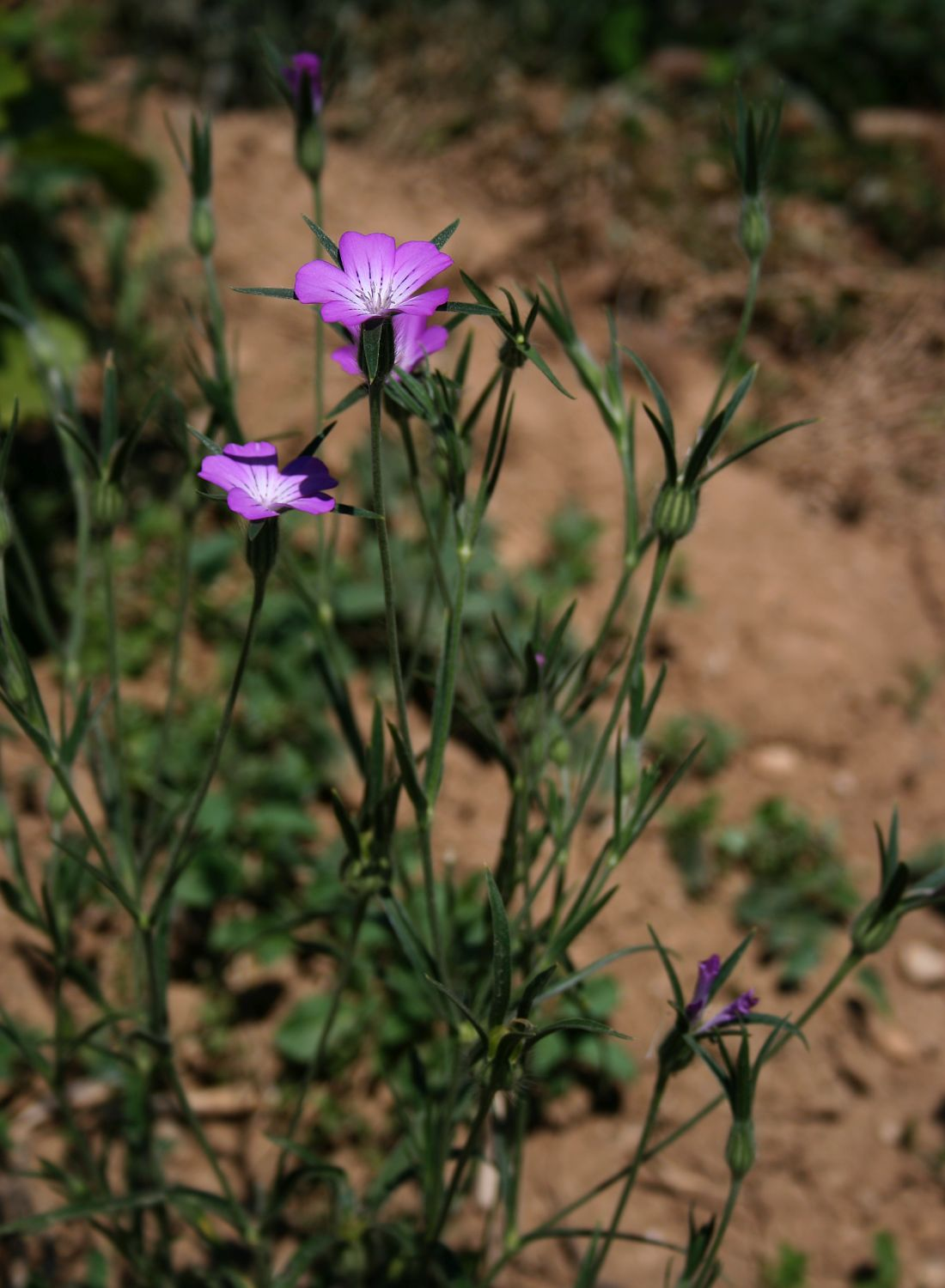
Vista de la planta

## Descripción
Planta anual que puede alcanzar una altura de 1 m, con tallos erectos y rígidos cubiertos de un fino vello grisáceo. Hojas de unos 45 a 145 mm de largo, de color verde pálido, lineales, en pares opuestos y fusionadas en su base, se mantienen erectas prácticamente pegadas al tallo. De cada uno de los ápices de sus poco ramificados tallos surge una Flor morada o rosa oscuro, de 4-5 cm de diámetro y de largo pecíolo. Los cinco estrechos y puntiagudos sépalos, mucho más largos que los pétalos, están unidos en la base formando un tubo rígido con diez costillas, tubo de cáliz ovoide, peloso; pétalos obovados, ligeramente mellados en su ápice, con dos o tres líneas negras discontinuas.
Las numerosas semillas se producen en una cápsula.
Florece de mayo a septiembre en el hemisferio norte y de noviembre a marzo en el sur.

## Taxonomía
Agrostemma githago fue descrita por Carlos Linneo y publicado en Species Plantarum 1: 435. 1753.
Sinonimia
- Agrostemma githago var. linicolum (Terech.) K.Hammer
- Agrostemma githago var. macrospermum (Levina) K.Hammer
- Agrostemma githago var. nicaeensis (Pers.) Rouy & Foucaud
- Agrostemma hirsuta Gilib.
- Agrostemma linicola Terech.
- Agrostemma macrospermum Levina
- Agrostemma nicaeensis Pers.
- Githago nicaeensis (Roth) Link basonimo
- Githago segetalis St.Lag.
- Githago segetum Link
- Githago segetum var. nanum Lunell
- Lychnis agrostemma Ledeb.
- Lychnis githago (L.) Scop.
- Silene githago (L.) E.H.L.Krause[3][4]

Nombres comunes
- Castellano: aneguilla, candelaria, candileho, clavel de asno, claveles lanudos, clavelina, clavelinas de chasco, clavellina, clavel negro, coronaria purpúrea, esturbión, guantes de reina, hierba de git, hierba gineta, hierba gineta o de git, hierba mala del trigo, murillón, negreyó, negriella, negrilla, negrillo, negrillón, neguilla, neguilla de sembrados, neguilla espuria, neguilla falsa, neguillón, neguillón cultivado, neguillón de los trigos, niella, ojo de Cristo, rosa de Grecia, velludillos, zizaña de flor.[5]

## Distribución y hábitat
Cosmopolita y subcosmopolita. Terófito. Actualmente solo puede encontrarse en cultivos de cereales, corriendo peligro de extinción por las nuevas técnicas de cultivo y el uso de herbicidas.

## Propiedades
Todas las partes de la planta son tóxicas. Sus principios activos son: gitagina, saponina y glucósidos
En medicina tradicional se ha utilizado para tratar una extensa variedad de afecciones, desde eliminación de parásitos al cáncer, pero puede causar envenenamiento agudo crónico. Su ingestión en exceso puede producir síntomas similares a una gastroenteritis. En dosis altas llega a ser mortal. 
Entre las propiedades que se le atribuyen se la considera como diurético y las semillas son además expectorante, vermífugo, emenagogo.
 Aviso médico